# Stow, Skottland
Stow är en ort i Storbritannien.   Den ligger i kommunen Scottish Borders och riksdelen Skottland, i den centrala delen av landet, 500 km norr om huvudstaden London. Stow ligger 259 meter över havet och antalet invånare är 551.
Terrängen runt Stow är kuperad västerut, men österut är den platt. Terrängen runt Stow sluttar österut. Runt Stow är det glesbefolkat, med 15 invånare per kvadratkilometer. Närmaste större samhälle är Galashiels, 9,9 km söder om Stow. Trakten runt Stow består i huvudsak av gräsmarker.